# Deborah Wilson
Pour les articles homonymes, voir Wilson.
Deborah Wilson (née Keplar le 5 novembre 1955) est une plongeuse américaine. Wilson concoure initialement en tremplin avant de passer au plongeon sur plateforme. En tant que plongeuse sur plateforme, elle termine première aux championnats nationaux de plongeon de l'American Athletic Union de 1973. Elle participe aux championnats mondiaux de natation de 1973 et de 1975, mais n'y remporte aucune médaille. L'année suivante, Wilson est médaillée de bronze en plongeon de haut-vol à 10 m aux Jeux olympiques d’été de 1976. 

## Enfance et éducation
Wilson est née le 5 novembre 1955 à Columbus, dans l'Ohio. À douze ans, Wilson est à la fois nageuse et plongeuse avant de décider de se concentrer sur le plongeon. Pour ses études post-secondaires, Wilson entre à l'université d'État de l'Ohio. 

## Carrière
La première compétition majeure de Wilson a lieu aux Championnats de plongeon en plein air de l’American Athletic Union en juillet 1972. Aux championnats, elle termine dixième du tremplin à 3 m féminin. Quelques mois plus tard, elle se classe onzième aux qualifications olympiques des États-Unis de 1972 au tremplin à 3 m. Wilson se tourne vers le plongeon de haut-vol en juin 1973 lorsque l'entraîneur Ron O'Brien le lui recommande. Sa première victoire sur plateforme est lors de l'épreuve à 10 m lors des championnats nationaux de plongeon de l'Amateur Athletic Union de 1973. Lors d'un championnat de plongeon en salle AAU suivant, Wilson se classe troisième lors de la compétition de 1975. 
Dans les compétitions mondiales, Wilson se classe septième aux Championnats du monde de natation de 1973. Aux championnats suivants, Wilson ne se qualifie pas pour les finales. En 1976, Wilson envisage de se retirer de la compétition, mais son mari la persuade du contraire. Plus tard cette année-là, Wilson remporte la médaille de bronze aux Jeux olympiques d'été de 1976 en haut-vol à 10 m.   